# Blidstrup Sogn
Blidstrup Sogn var et sogn i Morsø Provsti (Aalborg Stift).
I 1800-tallet var Blidstrup Sogn anneks til Vejerslev Sogn. Begge sogne hørte til Morsø Sønder Herred i Thisted Amt. Vejerslev-Blidstrup sognekommune blev ved kommunalreformen i 1970 indlemmet i Morsø Kommune.
Sognet blev den 1. januar 2022 sammenlagt med  Øster Assels Sogn under navnet Øster Assels-Blidstrup Sogn.
I Blidstrup Sogn ligger Blidstrup Kirke.
I sognet findes følgende autoriserede stednavne:
- Blidstrup (bebyggelse, ejerlav)
- Blidstrup Mark (bebyggelse)
- Emb (bebyggelse, ejerlav)
- Gammelgård (bebyggelse, ejerlav)